# Boppelsen
Boppelsen est une commune suisse du canton de Zurich.

## Histoire

Photo aérienne prise à 1200 m par Walter Mittelholzer (1919).

Bachs faisait partie du bailliage de Regensberg.